# Pohořany
Pohořany (deutsch Pohorschan) ist ein Haufendorf am Südwesthang des Goldberges im Ústecký kraj in Tschechien. Es gehört zur Gemeinde Žitenice und liegt ca. drei Kilometer nördlich der Stadt Litoměřice (Leitmeritz) im rechtselbischen Teil des Böhmischen Mittelgebirge.

## Geographie

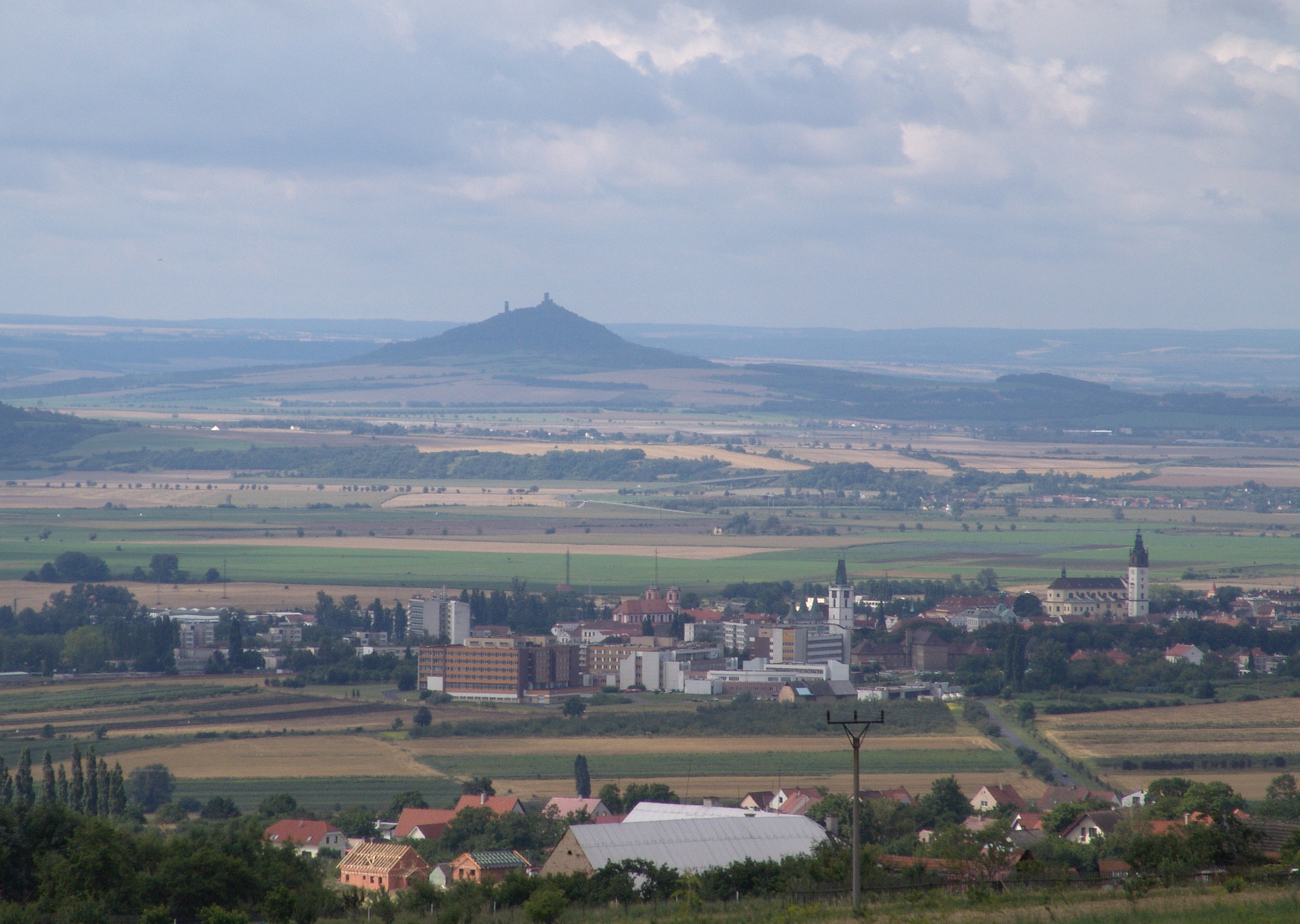
Blick oberhalb von Pohorschan aus auf Schüttenitz (Häuser im Vordergrund) und Leitmeritz. Im Hintergrund die Hasenburg.

Nordwestlich des Dorfes, unmittelbar hinter den letzten Häusern erhebt sich der 584 m hohe bewaldete Křížova hora (Kreuzberg) und der etwas niedrigere Rabenstein.
Nachbarorte sind Myštice im Nordosten, Maškovice im Osten, Podviní im Süden, Žitenice im Südwesten, Močidla im Westen sowie Skalice im Nordwesten.

## Geschichte

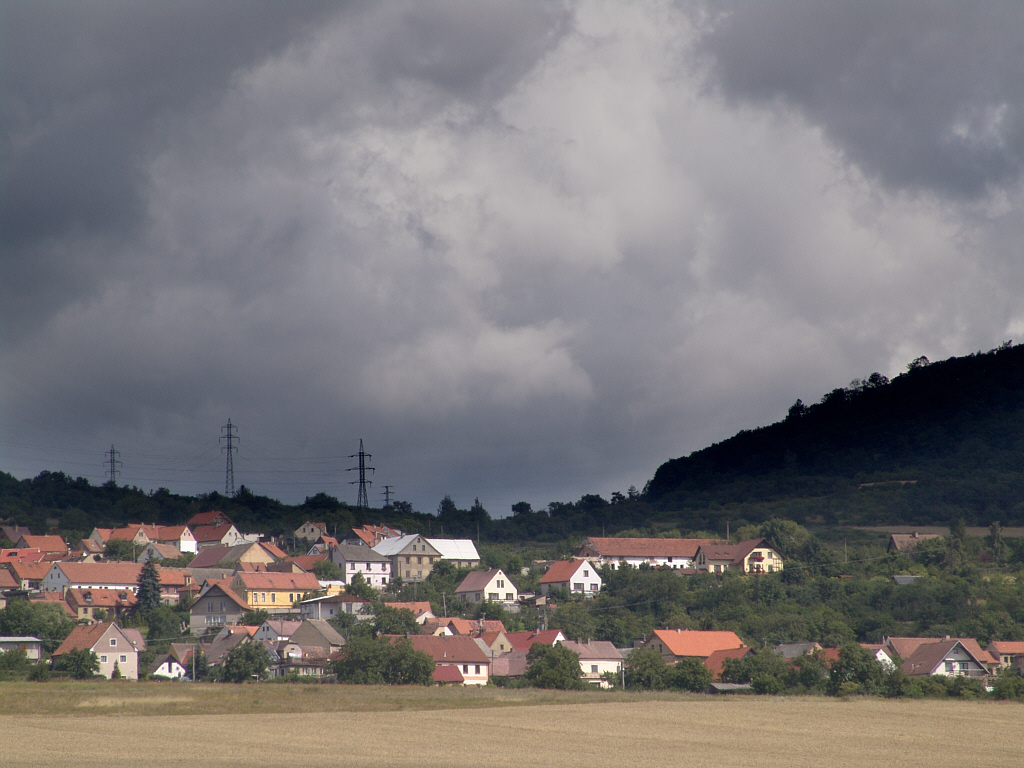
Pohorschan von der Nachbarortschaft Schüttenitz aus gesehen. Rechts der Goldberg und links außerhalb des Bildes der Kreuzberg.

1057 gehörte Pohorschan zum Leitmeritzer Stiftskapitel. 1421 Im Hussitenkrieg kam es an die Herren von Ruppau (Roupowa). 1620 kamen 18 Häuser zum Gut Schüttenitz der Vysehrader Kapitels und die anderen ans Kapitel zu St. Stephan in Leitmeritz. 1736 mit Schäferei und Meierhof zur Herrschaft Ploschkowitz gehörig. 1787 gehörten 16 der 61 Häuser zu Schüttenitz. 1833 hatte Pohorschan 76 Häuser mit 411 Einwohnern von denen alle deutsch und katholisch waren. An der Gebirgsstraße befand sich auch ein Gasthaus.
1930 gab es im Dorf 97 Häuser mit 419 Bewohnern. Davon waren 392 Deutsche, 20 Tschechen und 7 Ausländer. 1939 hatte das Dorf über 90 Häuser mit 386 Einwohnern, von denen die meisten deutsch sprachen. In ihrer Mundart nannten sie ihr Dorf „Porschn“. 1946 wurde die deutsche Bevölkerung wurde bis auf einige wenige Personen, die in einer Mischehe lebten, vertrieben bzw. ausgewiesen. 1991 hatte der Ort 317 Einwohner. Im Jahre 2001 bestand das Dorf aus 111 Wohnhäusern, in denen 354 Menschen lebten.